# Csíkfélék
A csíkfélék (Cobitidae) a sugarasúszójú halak (Actinopterygii) osztályának és a pontyalakúak (Cypriniformes) rendjének egyik családja.

## Rendszerezés
A családba az alábbi nemek és fajok tartoznak:
- Cobitis Linnaeus, 1758 - 84 faj; típusnem
- Serpenticobitis (Roberts, 1997)
  - Serpenticobitis cingulata (Roberts, 1997)
  - Serpenticobitis octozona (Roberts, 1997)
  - Serpenticobitis zonata (Kottelat, 1998)
- Koreocobitis (Kim, Park & Nalbant, 1997)
  - Koreocobitis rotundicaudata (Wakiya & Mori, 1929)
  - Koreocobitis naktongensis (Kim, Park & Nalbant, 2000)
- Niwaella (Nalbant, 1963)
  - Niwaella multifasciata (Wakiya & Mori, 1929)
  - Niwaella delicata (Niwa, 1937)
  - Niwaella longibarba (Chen & Chen, 2005)
  - Niwaella xinjiangensis (Chen & Chen, 2005)
- Kichulchoia (Kim, Park & Nalbant, 1999)
  - Kichulchoia brevifasciata (Kim & Lee, 1995) syn: Niwaella brevifasciata
- Pangio (Blyth, 1860)
  - Pangio pangia (Hamilton, 1822)
  - Pangio oblonga (Vallenciennes, 1846)
  - Párduccsík (Pangio kuhlii) (Vallenciennes, 1846)
  - Pangio fusca (Blyth, 1860)
  - Pangio doriae (Perugia, 1892)
  - Pangio borneensis (Boulenger, 1894)
  - Pangio bashai (Easa & Shaji)
  - Pangio cuneovirgata (Raut, 1957)
  - Pangio anguillaris (Vaillant, 1902)
  - Pangio goaensis (Tilak, 1972)
  - Pangio longipinnis (Menon, 1992)
  - Pangio malayana (Tweedie, 1956)
  - Pangio shelfordii (Popta, 1903)
  - Pangio myersi (Harry, 1949)
  - Pangio mariarum (Inger & Chin, 1962)
  - Pangio robiginosa (Raut, 1957)
  - Pangio semicincta (Fraser & Brunner, 1940)
  - Pangio superba (Roberts, 1989)
  - Pangio agma (Burridge, 1992)
  - Pangio alcoides (Kottelat & Lim, 1993)
  - Pangio alternans (Kottelat & Lim, 1993)
  - Pangio piperata (Kottelat & Lim, 1993)
  - Pangio filinaris (Kottelat & Lim, 1993)
  - Pangio incognito (Kottelat & Lim, 1993)
  - Pangio pulla (Kottelat & Lim, 1993)
  - Pangio signicauda (Britz & Maclaine, 2007)
  - Pangio lumbriciformis (Britz & Maclaine, 2007)
  - Pangio elongata (Britz & Maclaine, 2007)
  - Pangio apoda (Britz & Maclaine, 2007)
  - Pangio atactos (Tan & Kottelat, 2009)
  - Pangio bitaimac (Tan & Kottelat, 2009)
- Acanthopsoides (Fowler, 1934)
  - Acanthopsoides gracilis (Fowler, 1934)
  - Acanthopsoides gracilentus (Smith, 1945)
  - Acanthopsoides molobrion (Siebert, 1991)
  - Acanthopsoides robertsi (Siebert, 1991)
  - Acanthopsoides hapalias (Siebert, 1991)
  - Acanthopsoides delphax (Siebert, 1991)
- Kottelatlimia (Nalbant, 1994)
  - Kottelatlimia pristes (Roberts, 1989)
  - Kottelatlimia katik (Kottelat & Lim, 1993)
  - Kottelatlimia hipporhynchos (Kottelat & Tan, 2008)
- Paralepidocephalus (Tchang, 1935)
  - Paralepidocephalus yui (Tchang, 1935)
- Acantopsis (van Hasselt, 1823)
  - Acantopsis dialuzona (Van Hasselt, 1823)
  - Acantopsis choirorhynchos (Bleeker, 1854)
  - Acantopsis arenae (Lin, 1934)
  - Acantopsis octoactinotos (Siebert, 1991)
  - Acantopsis thiemmedhi (Sontirat, 1999)
  - Acantopsis multistigmatus (Vishwanath & Laisram, 2005)
- Lepidocephalichthys  (Bleeker, 1863)
  - Lepidocephalichthys guntea (Hamilton, 1822)
  - Lepidocephalichthys hasselti (Vallenciennes, 1846)
  - Lepidocephalichthys berdmorei (Blyth, 1860)
  - Lepidocephalichthys micropogon (Blyth, 1860)
  - Lepidocephalichthys annandalei (Chaudhuri, 1912)
  - Lepidocephalichthys lorentzi (Weber & de Beaufort, 1916)
  - Lepidocephalichthys irrorata (Hora, 1921)
  - Lepidocephalichthys furcatus (de Beaufort, 1933)
  - Lepidocephalichthys birmanicus (Rendahl, 1948)
  - Lepidocephalichthys jonklaasi (Deraniyagala, 1956)
  - Lepidocephalichthys sandakanensis (Inger & Kong, 1962)
  - Lepidocephalichthys menoni (Pillai & Yazdani, 1976)
  - Lepidocephalichthys arunachalensis (Datta & Barman, 1984)
  - Lepidocephalichthys tomaculum (Kottelat & Lim, 1992)
  - Lepidocephalichthys manipurensis (Arunkumar, 2000)
- Paramisgurnus (Guichenot, 1872)
  - Paramisgurnus dabryanus (Sauvage, 1878)
- Lepidocephalus  (Bleeker, 1859)
  - Lepidocephalus thermalis (Valenciennes, 1846)
  - Lepidocephalus macrochir (Bleeker, 1854)
  - Lepidocephalus weberi (Ahl, 1922)
  - Lepidocephalus spectrum (Roberts, 1989)
  - Lepidocephalus coromandelensis (Menon, 1992)
- Protocobitis (Yang & Chen, 1993)
  - Protocobitis typhlops (Yang, Chen & Lan, 1994)
  - Protocobitis polylepis (Zhu, Lü, Yang & Zhang, 2008)
- Misgurnus (Lacepede, 1803)
  - réti csík (Misgurnus fossilis) (Linnaeus, 1758)
  - Misgurnus anguillicaudatus (Cantor, 1842)
  - Misgurnus mohoity (Dybowski, 1869)
  - Misgurnus mizolepis (Günther, 1888)
  - Misgurnus tonkinensis (Rendall, 1937)
  - Misgurnus buphoensis (Kim & Pak, 1995)
  - Misgurnus nikolskyi (Vasilyeva, 2001)
- Sabanejewia Vladykov, 1929 - 10 faj
- Iksookimia (Nalbant, 1993)
  - Iksookimia koreensis (Kim, 1975)
  - Iksookimia longicorpa (Kim, Choi & Nalbant, 1976)
  - Iksookimia pumila (Kim & Lee, 1987)
  - Iksookimia hugowolfeldi (Nalbant, 1993)
  - Iksookimia yongdokensis (Kim & Park, 1997)
- Enobarbichthys (Whitley, 1931)
  - Enobarbichthys maculatus (Day, 1868)
- Somileptus (Swainson, 1839)
  - Somileptus gongota (Hamilton, 1822)
- Hymenophysa  (McClelland 1839)
  - Hymenophysa berdmorei (Blyth, 1860)
  - Hymenophysa helodes (Sauvage, 1876)
  - Hymenophysa beauforti (Smith, 1931)
  - Hymenophysa lucasbahi (Fowler, 1935)
  - Hymenophysa kwangsiensis (Fang, 1936)
- Neoeucirrhichthys (Banarescu & Nalbant, 1968) 
  - Neoeucirrhichthys maydelli (Banarescu & Nalbant, 1968)
- Bibarba (Chen & Chen, 2007)
  - Bibarba bibarba (Chen & Chen, 2007)